# Champagne-en-Valromey (tổng)
Tổng Champagne-en-Valromey là một tổng của Pháp nằm ở tỉnh Ain trong vùng Rhône-Alpes.

## Địa lý
Tổng này được tổ chức xung quanh Champagne-en-Valromey ở quận Belley. Độ cao ở đây từ 228 m (Béon) đến 1 524 m (Virieu-le-Petit) với độ cao trung bình 552 m.

## Hành chính
| Giai đoạn | Ủy viên                | Đảng | Tư cách                  |
| --------- | ---------------------- | ---- | ------------------------ |
| 1988-1994 | Helmut Schwenzer       | DVD  |                          |
| 1994-2001 | Helmut Schwenzer       | DVD  |                          |
| 2001-2008 | Helmut Schwenzer       | UMP  | Maire de Virieu-le-Petit |
| 2008-2014 | Jean-Baptiste Zambelli | DVG  |                          |

## Số đơn vị
Tổng Champagne-en-Valromey groupe 14 xã và có dân số 4 382 dân (theo điều tra dân số năm 1999, số lượng không tính trùng).
| Xã                    | Dân số | Mã bưu chính | Mã insee |
| --------------------- | ------ | ------------ | -------- |
| Artemare              | 970    | 01510        | 01022    |
| Belmont-Luthézieu     | 394    | 01260        | 01036    |
| Béon                  | 364    | 01350        | 01039    |
| Brénaz                | 105    | 01260        | 01059    |
| Champagne-en-Valromey | 674    | 01260        | 01079    |
| Chavornay             | 174    | 01510        | 01097    |
| Lochieu               | 73     | 01260        | 01218    |
| Lompnieu              | 103    | 01260        | 01221    |
| Ruffieu               | 188    | 01260        | 01330    |
| Songieu               | 125    | 01260        | 01409    |
| Sutrieu               | 218    | 01260        | 01414    |
| Talissieu             | 402    | 01510        | 01415    |
| Vieu                  | 311    | 01260        | 01442    |
| Virieu-le-Petit       | 281    | 01260        | 01453    |

## Biến động dân số
| 1962                                                     | 1968  | 1975  | 1982  | 1990  | 1999  |
| -------------------------------------------------------- | ----- | ----- | ----- | ----- | ----- |
| 3 814                                                    | 4 196 | 3 967 | 4 095 | 4 147 | 4 382 |
| Nombre retenu à partir de 1962 : dân số không tính trùng |       |       |       |       |       |